# Steganthera odontophylla
Steganthera odontophylla är en tvåhjärtbladig växtart som beskrevs av Janet Russell Perkins. Steganthera odontophylla ingår i släktet Steganthera och familjen Monimiaceae.
Artens utbredningsområde är Nya Guinea. Inga underarter finns listade i Catalogue of Life.